# Under Suspicion (filme estadunidense de 1919)
Under Suspicion é um filme mudo norte-americano de 1919, do gênero policial, dirigido por William C. Dowlan e lançado pela Universal Studios. O roteiro do filme foi escrito por Doris Schroeder, a partir de uma história da autora Mildred Considine. O estado de conservação do filme é classificado como desconhecido, que sugere ser um filme perdido.

## Elenco
- Ora Carew – Betty Standish
- Charles Clary – Frank Beresford
- Cora Drew – Tia Isabella
- Burwell Hamrick – Jimmy
- Frank MacQuarrie – Greggs
- Blanche Rose – Eliza
- Forrest Stanley – Jerome Kent
- Frank Thompson – Tom Trotter
- Andrew Waldron – Tio George